# Liza Lugo
Liza Lugo (11 de diciembre de 1968, San Juan, Puerto Rico) es una reportera de Univision Puerto Rico', que se encuentra en la sección de arte y cultura. Se graduó con un bachillerato en Comunicaciones con especialización en Publicidad en la Universidad del Sagrado Corazón.
En 1993,
antes de llegar a TeleOnce, era una actriz de televisión, teatro y cine, actuó por ejemplo en la telenovela Yara prohibida interpretando el papel de Rita.
Lugo ha recopilado importantes series de investigación en ese campo como la primicia de la noticia del embarazo de Olga Tañon, y la cobertura de la ascendente carrera de Ricky Martin con quien ha viajado a China, Inglaterra, Islas Canarias, Brasil, Colombia y Estados Unidos. Ha entrevistado a importantes figuras de Hollywood como Sylvester Stallone, Bruce Willis, Tom Hanks, Matt Damon, Gene Hackman, Morgan Freeman, Russell Crowe y Edward James Olmos. Al igual que grandes figuras de la música a nivel internacional como Michael Bolton, Gloria Estefan y el mimo más importante del siglo XX, el francés Marcell Marceau.
 Diariamente también es locutora para Radio Isla 1320 en Puerto Rico. Es hija del actor Daniel Lugo.
Liza Lugo participó como parte investigadora, con más de 45 entrevistas para la película/ documental; La Comay "Aparente y Alegadamente" que se estrenará en Cines de Puerto Rico en 2015.
En el 2017 Lugo regresa a la actuación teatral luego de 22 años de ausencia.